# Жизномирська сільська рада
Жизно́мирська сільська́ ра́да — колишня адміністративно-територіальна одиниця та орган місцевого самоврядування в Чортківському районі Тернопільської області. Адміністративний центр — с. Жизномир.

## Загальні відомості
Жизномирська сільська рада утворена 21 січня 1993 року.
- Територія ради: 4,258 км²
- Населення ради: 1 652 особи (станом на 2001 рік)
- Територією ради протікає річка Стрипа

До 19 липня 2020 р. належала до Бучацького району.
11 грудня 2020 р. увійшла до складу Бучацької міської громади.

## Населені пункти
Сільській раді були підпорядковані населені пункти:
- с. Жизномир

## Склад ради
Рада складалася з 16 депутатів та голови.
- Голова ради:
- Секретар ради: Іванців Марія Михайлівна

### Керівний склад попередніх скликань
| Прізвище, ім'я, по батькові | Основні відомості                      | Дата обрання | Дата звільнення |
| --------------------------- | -------------------------------------- | ------------ | --------------- |
| Лисий Михайло Андрійович    | Сільський голова, 1947 року народження | 26.03.2006   | 31.10.2010      |

Примітка: таблиця складена за даними сайту Верховної Ради України

### Депутати
За результатами місцевих виборів 2010 року депутатами ради стали:

#### За суб'єктами висування
| Суб'єкт висування                                   | Кількість обраних депутатів | %    |
| --------------------------------------------------- | --------------------------- | ---- |
| Самовисування                                       | 14                          | 87,5 |
| Політична партія Всеукраїнське об'єднання «Свобода» | 2                           | 12,5 |

#### За округами
| № округу                                            | Прізвище, ім'я, по батькові    | Дата визнання обраним | Освіта             | Партійна приналежність                    | Відомості про обраного депутата               |
| --------------------------------------------------- | ------------------------------ | --------------------- | ------------------ | ----------------------------------------- | --------------------------------------------- |
| Політична партія Всеукраїнське об'єднання «Свобода» |                                |                       |                    |                                           |                                               |
| 4                                                   | Осадців Михайло Іванович       | 04.11.2010            | середня спеціальна | член Всеукраїнського об'єднання «Свобода» | студент                                       |
| 12                                                  | Кравчук Андрій Олексійович     | 04.11.2010            | середня спеціальна | член Всеукраїнського об'єднання «Свобода» | тимчасово не працює                           |
| Самовисування                                       |                                |                       |                    |                                           |                                               |
| 1                                                   | Бурак Андрій Борисович         | 04.11.2010            | середня спеціальна | позапартійний                             | тимчасово не працює                           |
| 2                                                   | Сурм'як Тарас Володимирович    | 04.11.2010            | середня спеціальна | позапартійний                             | тимчасово не працює                           |
| 3                                                   | Климів Леся Григорівна         | 04.11.2010            | вища               | позапартійна                              | Жизномир с/рада, спеціаліст -землевпорядник   |
| 5                                                   | Лисий Остап Іванович           | 04.11.2010            | середня спеціальна | позапартійний                             | тимчасово не працює                           |
| 6                                                   | Мороз Ольга Іванівна           | 14.11.2010            | середня спеціальна | член Всеукраїнського об'єднання «Свобода» | самовисування                                 |
| 7                                                   | Данкович Олександр Петрович    | 04.11.2010            | середня спеціальна | позапартійний                             | АТП-16139, водій                              |
| 8                                                   | Винник Михайло Володимирович   | 04.11.2010            | незакінчена вища   | позапартійний                             | ДП «Центр ДЗК», оператор введення даних в ЕОМ |
| 9                                                   | Сорока Оксана Михайлівна       | 04.11.2010            | незакінчена вища   | позапартійна                              | РЦ ФЗН" Спорт для всіх", директор РЦ ФЗН      |
| 10                                                  | Сідляк Тарас Миколайович       | 04.11.2010            | середня спеціальна | позапартійний                             | Бучач РЕМ, електрик                           |
| 11                                                  | Стефанків Володимир Богданович | 04.11.2010            | вища               | позапартійний                             | тимчасово не працює                           |
| 13                                                  | Іванців Марія Михайлівна       | 04.11.2010            | вища               | позапартійна                              | Жизномир с/рада, секретар                     |
| 14                                                  | Ковальчук Михайло Степанович   | 04.11.2010            | середня спеціальна | позапартійний                             | тимчасово не працює                           |
| 15                                                  | Винник Микола Дмитрович        | 04.11.2010            | середня            | позапартійний                             | студент                                       |
| 16                                                  | Стойко Юрій Іванович           | 04.11.2010            | вища               | позапартійний                             | тимчасово не працює                           |